# 鈴木GSX-R/4

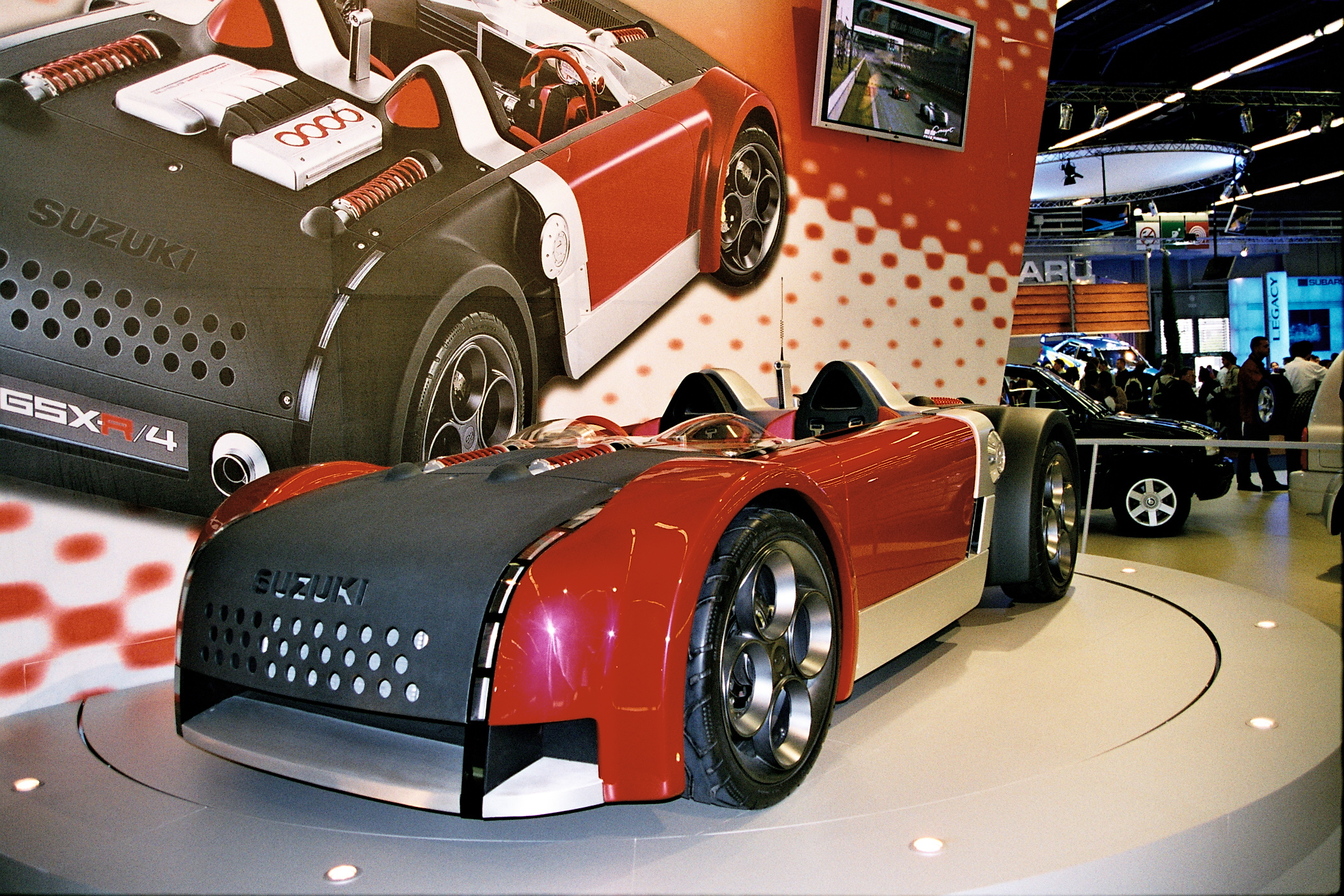
鈴木GSX-R/4

鈴木GSX-R/4（日语：スズキ・GSX-R/4）乃是2001年日本鈴木公司開發設計的概念車。

## 概要
2001年鈴木首先在法蘭克福車展公開此概念車，隨即於同年舉辦之第35屆東京車展展出。此雙人座車款自鈴木GSX1300R隼衍生而來，沒有擋風玻璃、四支避震器外露、中置引擎上蓋等在在凸顯出其驃悍性格。全車採用鋁合金打造，車重為640公斤。搭載鈴木GSX1300R隼所使用的1,299c.c.直列四缸DOHC 4氣門W701型引擎，配合六速序列式排檔變速箱可發揮最大馬力175ps / 9,800rpm、最大扭力14.1kg·m / 7,000rpm，由0加速至100公里耗時6.3秒，極速為220km/h。該概念車的中控台裝設10.4吋螢幕，可顯示跑道導引、煞車點、最佳檔位、彎道曲度等功能，兩防滾架之間的拍攝系統可拍下駕駛過程，用來檢討改進不良的駕駛習慣。

### 電玩遊戲
該車款在《跑車浪漫旅Concept 2001 Tokyo》、《跑車浪漫旅4》、《跑車浪漫旅PSP版》、《跑車浪漫旅5》、《跑車浪漫旅6》等遊戲中皆有收錄。

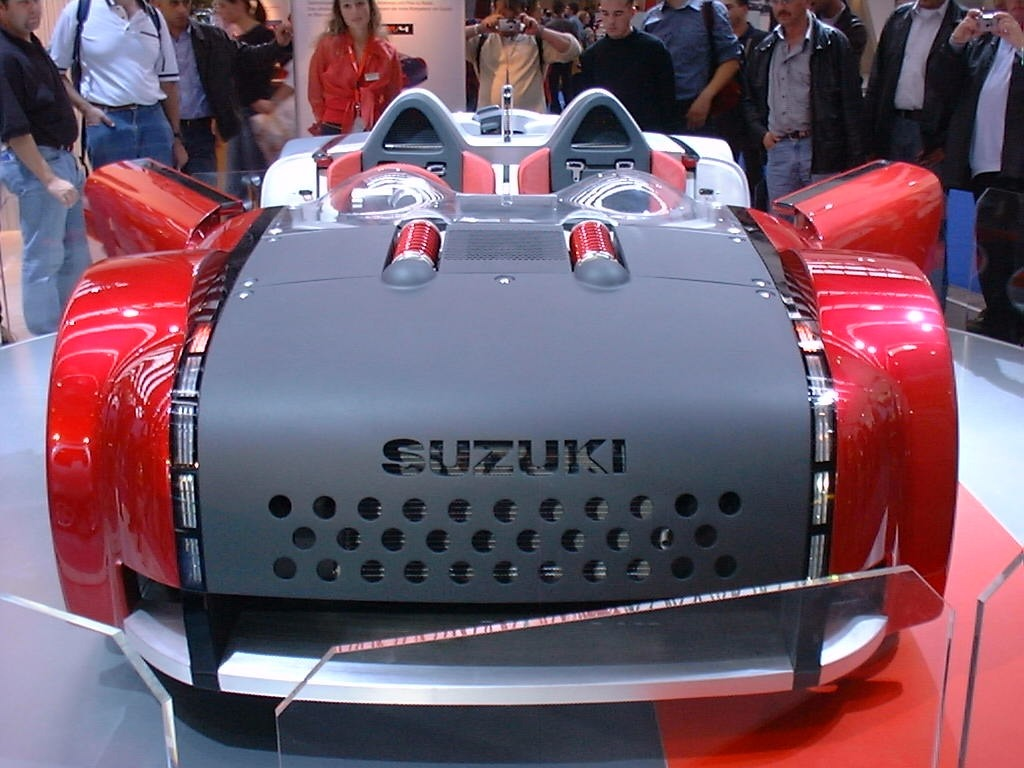

## 內部連結
- 鈴木公司
- 概念車

## 外部連結
- （英文）英文官方網站 （页面存档备份，存于）
- AutoNet汽車日報："隼的平方〞+1/2〝隼〞= SUZUKI〝GSX-R/4〞概念車 （页面存档备份，存于）